# الطو السفلى (لودر)

تعديل مصدري - تعديل

الطو السفلى هي إحدى قرى عزلة زارة بمديرية لودر التابعة لمحافظة أبين، بلغ تعداد سكانها 150 نسمة حسب تعداد اليمن لعام 2004.